# Aenigmatomyces
Aenigmatomyces är ett släkte av svampar. Aenigmatomyces ingår i klassen Dothideomycetes, divisionen sporsäcksvampar och riket svampar.